# NGC 5046
NGC 5046 est une petite galaxie elliptique située dans la constellation de la Vierge. Sa vitesse par rapport au fond diffus cosmologique est de 2 530 ± 45 km/s, ce qui correspond à une distance de Hubble de 37,3 ± 2,7 Mpc (∼122 millions d'al). NGC 5046 a été découverte par l'astronome américain Edward Singleton Holden en 1881. 